# Pélasgos (Arcadie)
Pour les articles homonymes, voir Pélasgos.

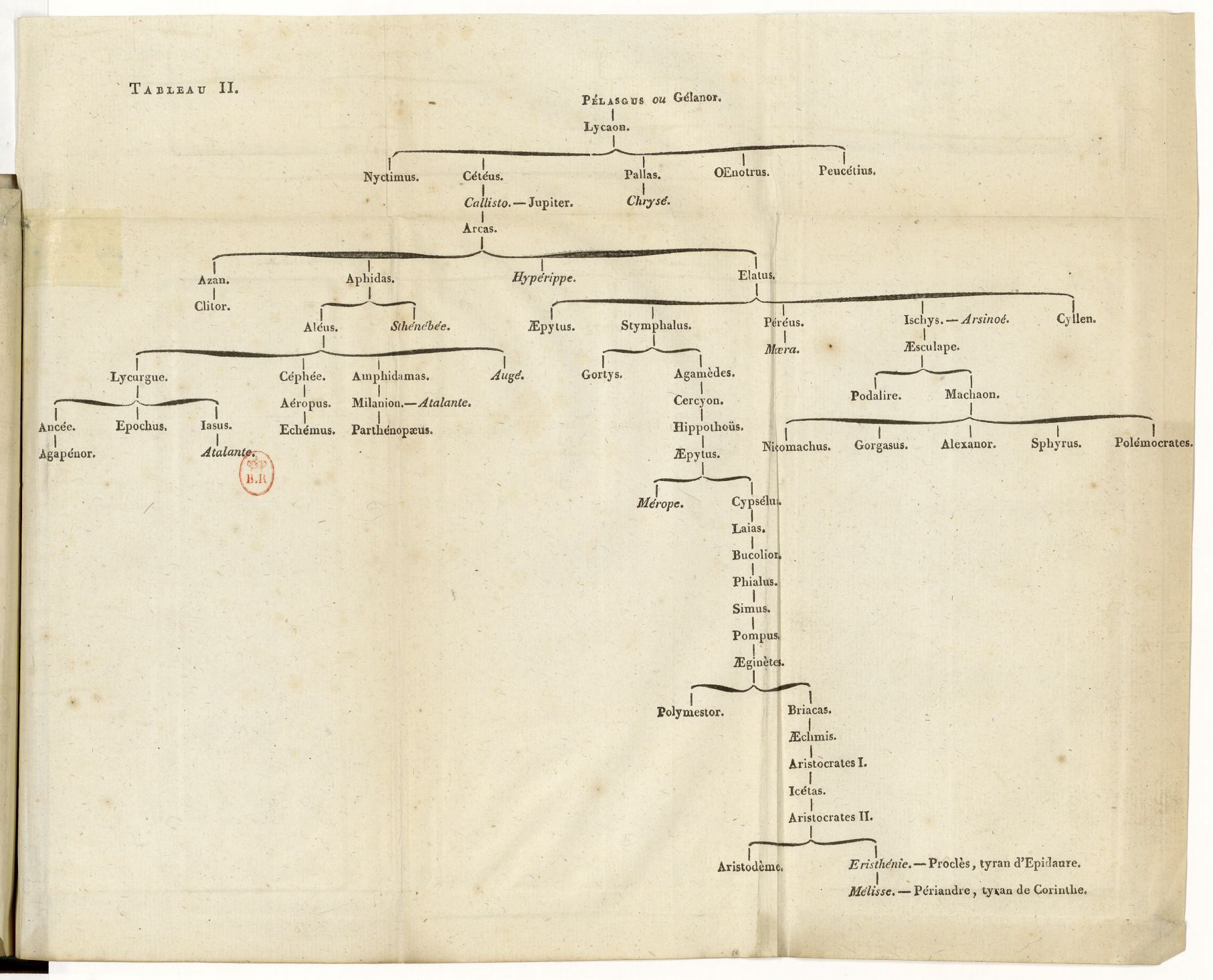
Généalogie descendante de Pélasgos, dressée par Étienne Clavier (1809).

Dans la mythologie grecque, Pélasgos (en grec ancien Πελασγός / Pelasgós) est l'ancêtre éponyme des Pélasges. Il est un des premiers roi d'Arcadie, cependant une certaine confusion existe avec Pélasgos l'Argien.
Il passe selon les sources pour un autochtone ou pour le fils de Zeus et Niobé,. Il est le père de Lycaon par Mélibée ou Cyllène ou bien par Déjanire, mais aussi le père de Téménos selon Pausanias. 
Pour Denys d'Halicarnasse, il épouse Ménippé, une fille du dieu fleuve Pénée, qui devient par lui la mère de Phrastor, qui émigra sur la péninsule italique et y devint roi des Tyrrhéniens.